# Sidney Appelboom
Sidney Appelboom (Antwerpen, 24 februari 1967) is een voormalig Belgische zwemmer gespecialiseerd in de schoolslag. Hij nam in 1988 deel aan de Olympische Spelen in Seoul. 
Na zijn professionele zwemcarrière opende hij een veilinghuis en werkt hij tevens als co-commentator bij de VRT bij internationale zwemwedstrijden. 

## Belangrijkste prestaties
| Jaar | Olympische Spelen                                           | WK langebaan | WK kortebaan | EK langebaan | EK kortebaan |
| ---- | ----------------------------------------------------------- | ------------ | ------------ | ------------ | ------------ |
| 1988 | 33e 100m schoolslag 11e 200m schoolslag 11e 200m wisselslag |              |              |              |              |

## Persoonlijke records
(Per 12 november 2017)

### Langebaan
| afstand         | tijd    | datum             | plaats |
| --------------- | ------- | ----------------- | ------ |
| 100m schoolslag | 1.05,21 | 18 september 1988 | Seoul  |
| 200m schoolslag | 2.18,02 | 23 september 1988 | Seoul  |
| 200m wisselslag | 2.11,55 | 25 september 1988 | Seoul  |